# Hostens
Hostens é uma comuna francesa na região administrativa da Nova Aquitânia, no departamento da Gironda. Estende-se por uma área de 55,46 km². Em 2010 a comuna tinha 1 401 habitantes (densidade: 25,3 hab./km²).